# 蒙哥馬利鎮區 (伊利諾伊州克勞福德縣)
蒙哥馬利鎮區（英語：Montgomery Township）是位於美國伊利諾伊州克勞福德縣的一個行政鎮區。

## 地方資料
根據2010年美國人口普查的數據，蒙哥馬利鎮區的面積為141.00平方千米，當中陸地面積為140.20平方千米，而水域面積為0.80平方千米。當地共有人口644人，而人口密度為每平方千米4.57人。